# Capilla de la Soledad (Padriñán)
La Capilla de la Soledad es una obra anónima realizada en el siglo xvii. Está ubicada en la Iglesia de San Ginés de Padriñán, en Sangenjo, Pontevedra (Galicia, España).

## Historia

### Origen
La capilla fue fundada por disposición de Clemente Bermúdez de la Maza y Lobera, quien poseía un caserón emplazado en la actual calle de San Isidro, en las proximidades de la Iglesia de San Ginés. Bermúdez contrajo matrimonio con Antonia Luisa Calderón y Castillo, con quien procreó un total de nueve hijos: Francisco, José, Alonso, Rosalía, Jacinto, María Deogracias, Brígida, Teresa Luisa y Clemente. El segundo de sus vástagos, José Bermúdez de la Maza, quien realizó el sacramento de la confirmación en 1688, fue ordenado presbítero a título de patrimonio, lo que implicó la cesión de determinados bienes por parte de sus progenitores con los cuales se financió su manutención. Con el fin de que José pudiese llevar a cabo sus deberes sacerdotales, Bermúdez y Calderón sufragaron el levantamiento de una capilla en la iglesia la cual se puso bajo la advocación de Nuestra Señora de la Soledad, estando las rentas procedentes del patrimonio acompañadas de varias misas y fundaciones de aniversarios que como dotación dejaron algunas hermanas de José además de una tía, todo ello destinado al aderezamiento y la preservación de la capilla.
La data de fundación de este espacio resulta desconocida, aunque la misma puede situarse con seguridad en la segunda mitad del siglo xvii, más concretamente hacia el final de la centuria gracias a los documentos conservados; uno de ellos corresponde a una visita pastoral efectuada en 1715, guardado en el Libro 1º de Visitas y Fábrica, registro preservado en el archivo parroquial y llevado a cabo por Juan Antonio Trelles, rector de Noalla en 1699:

Visitó la Capilla colateral de Nª Sra. de la Soledad al lado de la Epístola en el cuerpo de la Yglesia en cuyo título se ordenó D. José de la Maza la que fundó su padre D. Clemente Bermúdez de la Maza.

Por su parte, otro documento deja constancia igualmente de la identidad del fundador, aunque en el mismo se indica que los propietarios tanto de la capilla como de la imagen que la presidía eran los propios vecinos:

[…] la capilla colectoria deadbocacion de Ntra Señora dela Soledad al lado de la epístola en el cuerpo de la Yglesia a cuyo titulo se ordenó el lizdo Dn Joseph delamaza la qual fundo Dn Clemente Vermudez su padre para dicho efecto enque el colletoral e imagen es de los vecinos […].

### Cofradía
La Capilla de la Soledad fungió en el pasado como sede canónica de la Cofradía de Nuestra Señora de la Soledad, cuya primera mención en los libros de fábrica data de los últimos años del siglo xviii, aunque se tiene constancia de su existencia desde al menos 1702 gracias a un testimonio dejado por el cura de Sangenjo Francisco Varela Sarmiento:

[...] no tengo las fundaciones por se haber quemado en la casa Rectoral en que vivía D. Juan Posse de Faxín, rector de este beneficio y asimismo hallé en esta parroquia tres cofradías, una del Santísimo, otra de Na Sra del Rosario y otra de la Virgen de la Soledad.: 37 

### Desaparición
La totalidad de documentos conservados sugieren que la devoción a Nuestra Señora de la Soledad desapareció tras tapiarse la capilla con un retablo de madera a comienzos del siglo xix, época perjudicial para las cofradías y en general para los bienes de la Iglesia a causa de los devastadores efectos que sobre el patrimonio religioso tuvo la desamortización así como la expansión de las ideas de la Ilustración. Pese a que la capilla se hallaba bajo la advocación de Nuestra Señora de la Soledad, la misma se encontraba presidida por una imagen de Nuestra Señora de los Dolores, hecho motivado tal vez por la costumbre en la jurisdicción de La Lanzada de venerar a Nuestra Señora de la Soledad bajo diversas advocaciones, como Nuestra Señora de los Dolores o Nuestra Señora de la Piedad. Tras la desaparición de la capilla, la imagen no sería mencionada hasta el rectorado de Manuel Couto Pazos de Proven, entre finales del siglo xix y comienzos del xx, cuando se llevó a cabo un registro de los ropajes de la talla:

De la Imagen de los Dolores, tres, uno de seda, otro de raso y de lana otro, los dos primeros en buen estado y el último muy usado.

Pese a la existencia de un retablo de madera, más apropiado para cobijar una talla, lo más probable es que la imagen no se custodiase en la iglesia ya que en un registro efectuado en 1871 la misma no figura inventariada, lo que sugiere que era guardada en la vivienda de uno de los camareros, dato corroborado en otro registro relativo a las vestiduras:

[…] en poder de Da Apolinar Rodríguez estaban los de la Virgen del Rosario, los del Carmen los tenía Da Vicenta Martínez, y los de los Dolores y Sta Rosalia el camarero D. Vicente Ferrer Sueiro.

Cabe destacar a su vez otro inventario realizado a finales del siglo xix relativo a Nuestra Señora de los Dolores en el que se mencionan las joyas de la imagen:

Virgen de los Dolores: Aureola de Plata, corazón de plata con siete espadas.

### Recuperación y restauración

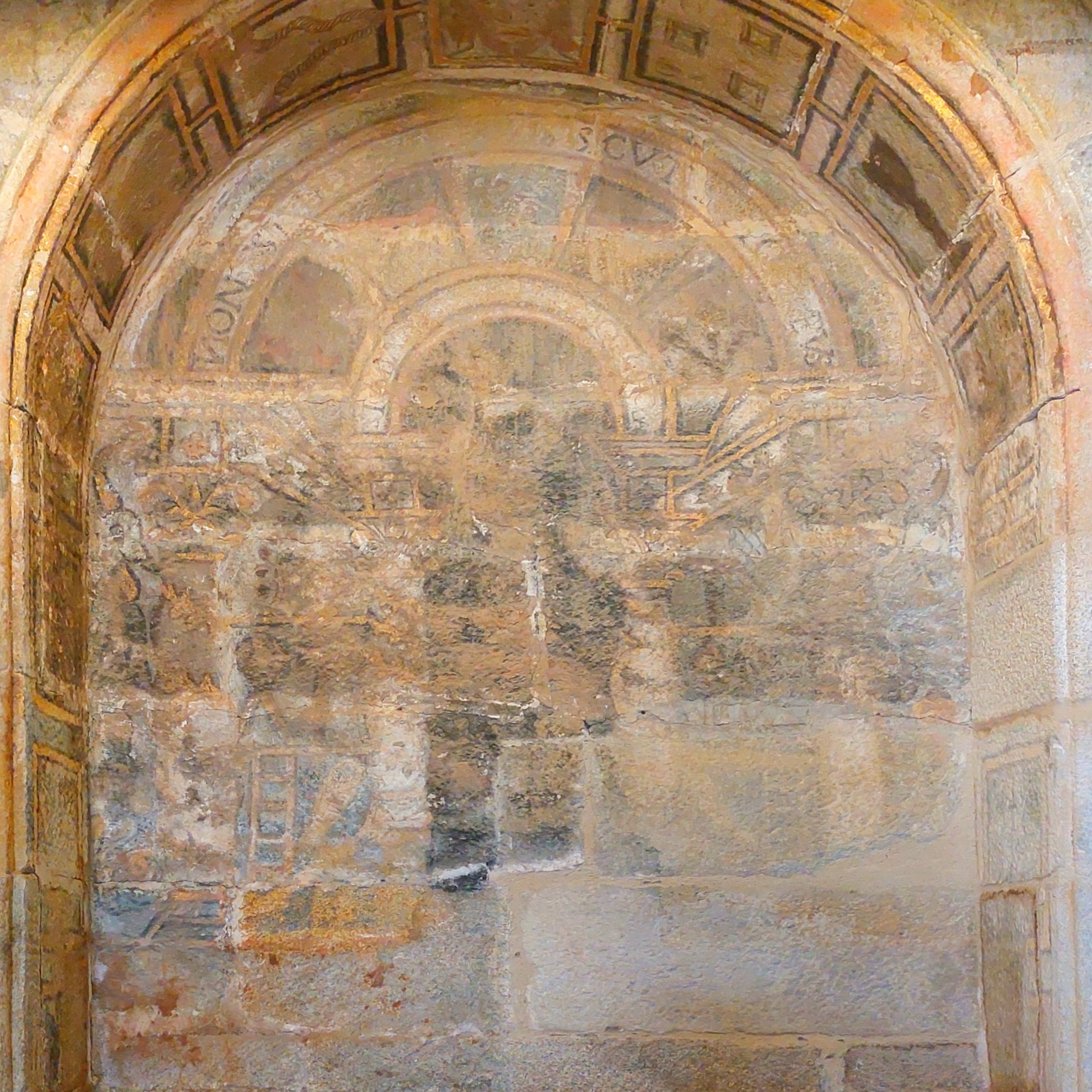
Capilla de la Soledad antes de la restauración.

La capilla permaneció tapiada durante todo el siglo xx; no sería hasta 2012 cuando la misma volvería a ser descubierta, lo que permitió sacar a la luz una obra de gran valor histórico y artístico. Esta obra consiste en un retablo pintado al fresco; el hecho de que el retablo fuese pintado en vez de construido en madera, como era lo habitual, suponía la asunción de menores costes al tiempo que los trabajos se hacían con más rapidez, si bien en un principio se contempló la hechura de un retablo en madera con los mismos diseños que el retablo pictórico, proyecto que por razones desconocidas (tal vez económicas o por tener los patronos otras prioridades) nunca llegó a ejecutarse. La obra, la cual logró sobrevivir a la costumbre de encalar y picar los murales de los templos, se encontraba sin embargo en pésimas condiciones de conservación, situación que empeoró al quedar expuesta, lo que motivó que entre finales de 2023 y comienzos de 2024, por encargo de la parroquia y con el beneplácito de Patrimonio, se llevasen a cabo labores de restauración, tiempo en que la capilla permaneció cubierta con una lona que solo se levantó puntualmente para facilitar los trabajos de los restauradores, siendo reinaugurada oficialmente el 1 de marzo de 2024 en presencia del vicario general de Santiago de Compostela. El motivo de que el deterioro de las pinturas fuese tan elevado, al punto de dificultar en gran medida la identificación de los símbolos plasmados debido al desprendimiento de la policromía, se debió a que las mismas carecen de una base apropiada ya que los pigmentos fueron aplicados directamente sobre la superficie pétrea, detalle que hace suponer que el mural constituía en realidad un mero boceto que posteriormente se convirtió en el retablo hoy conservado.

## Descripción
La capilla se compone de un sencillo arcosolio pétreo de medio punto ubicado en el primer tramo del lado de la epístola. Tanto el fondo de la hornacina como los laterales y el intradós se hallan decorados con pinturas murales ilustrativas de la Pasión de Cristo, más concretamente de las Arma Christi. En los laterales y el intradós se dispone una secuencia compuesta por un total de trece cuadrados unidos entre sí los cuales relatan el proceso enfrentado por Jesús. El orden de los mismos, posiblemente inspirados en la copia del grabado de un misal, es el siguiente desde la parte inferior del extremo izquierdo hasta la parte inferior del extremo derecho:
- El sepulcro de Cristo.

- La Cruz de Santiago sobre cuatro hojas dispuestas en forma de aspa.

- La cruz con el sudario.

- El gallo que cantó tras las tres negaciones de San Pedro.

- Una de las antorchas de los soldados romanos que apresaron a Jesús.

- Las cuerdas que mantuvieron amarrado a Jesús.

- El paño de la Verónica.

- Tres dados con los que los soldados romanos echaron a suertes el reparto de las vestiduras de Jesús.

- El cáliz empleado en la última cena.

- Un hisopo.

- La jarra de agua con la que Poncio Pilato se lavó las manos o bien el recipiente de hiel y vinagre en el que se empapó la esponja con la que se dio de beber a Cristo.

- La Cruz de Santiago sobre cuatro hojas dispuestas en forma de aspa.

- El sepulcro de Cristo.

En el fondo de la hornacina se encuentra el retablo pictórico. De estilo barroco y representativo de los retablos de Dolores del siglo xvi, se compone de un total de cuatro columnas salomónicas coronadas por capiteles corintios y apoyadas sobre netos trapezoidales, las de los extremos de un tamaño superior y acompañadas por motivos vegetales colocados en forma de guirnalda; estos cuatro pilares fungen como soporte de un entablamento dispuesto a modo de trapecio invertido sobre el que se erigen dos arcos de medio punto, uno dentro de otro. En el área inferior comprendida entre las dos columnas del extremo izquierdo destacan una de las escaleras utilizadas para descender el cuerpo de Cristo y un garrote, mismos elementos dispuestos en el lateral derecho, aunque de forma invertida en pos de una mayor simetría. En la sección media entre las columnas de la izquierda, encima de la escalera y el garrote, se hallan unas tenazas y un martillo, instrumentos empleados respectivamente para arrancar y fijar los clavos, mientras que en la sección derecha, a la misma altura, se ubican la lanza sagrada y el látigo con el que Jesús fue flagelado. Respecto a la sección superior del área entre las columnas de la izquierda, en ella figuran un saco y varias de las treinta monedas de plata que Judas recibió como pago por traicionar a Jesús, constando en el lado opuesto un martillo (aunque su acabo en punta en la parte inferior indica que podría ser uno de los clavos empleados para fijar a Cristo a la cruz) y una mano derecha; en la palma parece apreciarse un detalle similar a una perforación, lo que indicaría que la misma pertenece a Jesús, aunque en caso de no tratarse de una herida, esta mano podría interpretarse como aquella con la que un guardia abofeteó a Jesús en casa de Anás.
En lo tocante al entablamento, este se ornamenta con flores tetrapétalas, haciendo gala de formas puramente rectas en contraste con las curvas de las columnas, destacando en la parte superior dos arcos. El más pequeño reza «STABAT MATER DOLOROSA» («ESTABA LA MADRE DOLOROSA»), mientras que el de mayor tamaño posee la siguiente leyenda: «NON EST DOLOR SIMILIS SICVT DOLOR MEVS» («NO HAY DOLOR SIMILAR A MI DOLOR»). La primera inscripción alude al famoso poema medieval franciscano del siglo xiii, refiriéndose la segunda al séptimo de los siete dolores de la Virgen, si bien ambas están escritas en un latín de un nivel lingüístico inferior al latín clásico de Cicerón, siendo posible que el artista no comprendiese del todo lo que estaba escribiendo mientras copiaba el grabado en el que seguramente se inspiró para elaborar el mural. En la sección ubicada entre ambos arcos se erigen un total de cinco marcos trapezoidales con escenas alusivas también a la Pasión: de izquierda a derecha se representan las cinco llagas; un conjunto de pilares, alusivos tal vez a la columna de la flagelación o bien una reminiscencia del Palacio de Herodes; la corona de espinas; los mismos pilares aunque dispuestos de forma invertida; y los tres clavos con los que Jesús fue fijado a la cruz colocados en forma de abanico, aunque por su aspecto se asemejan más a lanzas de soldados romanos. Cabe destacar que el área comprendida bajo el arco pequeño y entre las columnas interiores se halla pintada de negro y, por tanto, destinada a ser ocupada por una imagen de bulto redondo. Por su parte, una gran franja horizontal sin policromar en el área inferior del fondo de la hornacina induce a creer que dicho espacio pudo estar ocupado por una imagen yacente de Cristo, talla que al hallarse directamente a los pies de la Virgen crearía una disposición idéntica a la presente en el coro del Convento de Santa Clara de Santiago de Compostela; esta hipótesis queda reforzada por el hecho de celebrarse antaño en Sangenjo, supuestamente, la ceremonia del Desenclavo con una imagen articulada de Cristo, rito presente en otras zonas de la geografía gallega, como Porto do Son.: 4 

## Legado
La Capilla de la Soledad se erige como una obra de gran valor por albergar un retablo pintado, una técnica de la que se conservan escasos ejemplares. Así mismo, resalta el hecho de constituir uno de los descubrimientos más importantes llevados a cabo en la Iglesia de San Ginés junto con el hallazgo de varios murales y sepulturas en la Capilla de la Presentación (anexa a la Capilla de la Soledad), un arco pétreo detrás del retablo de la Sagrada Familia, y otro retablo pictórico detrás del retablo mayor alusivo a la Asunción, irrecuperable al haber sido quemado por los ingleses durante la incursión del pirata Francis Drake.

## Galería de imágenes

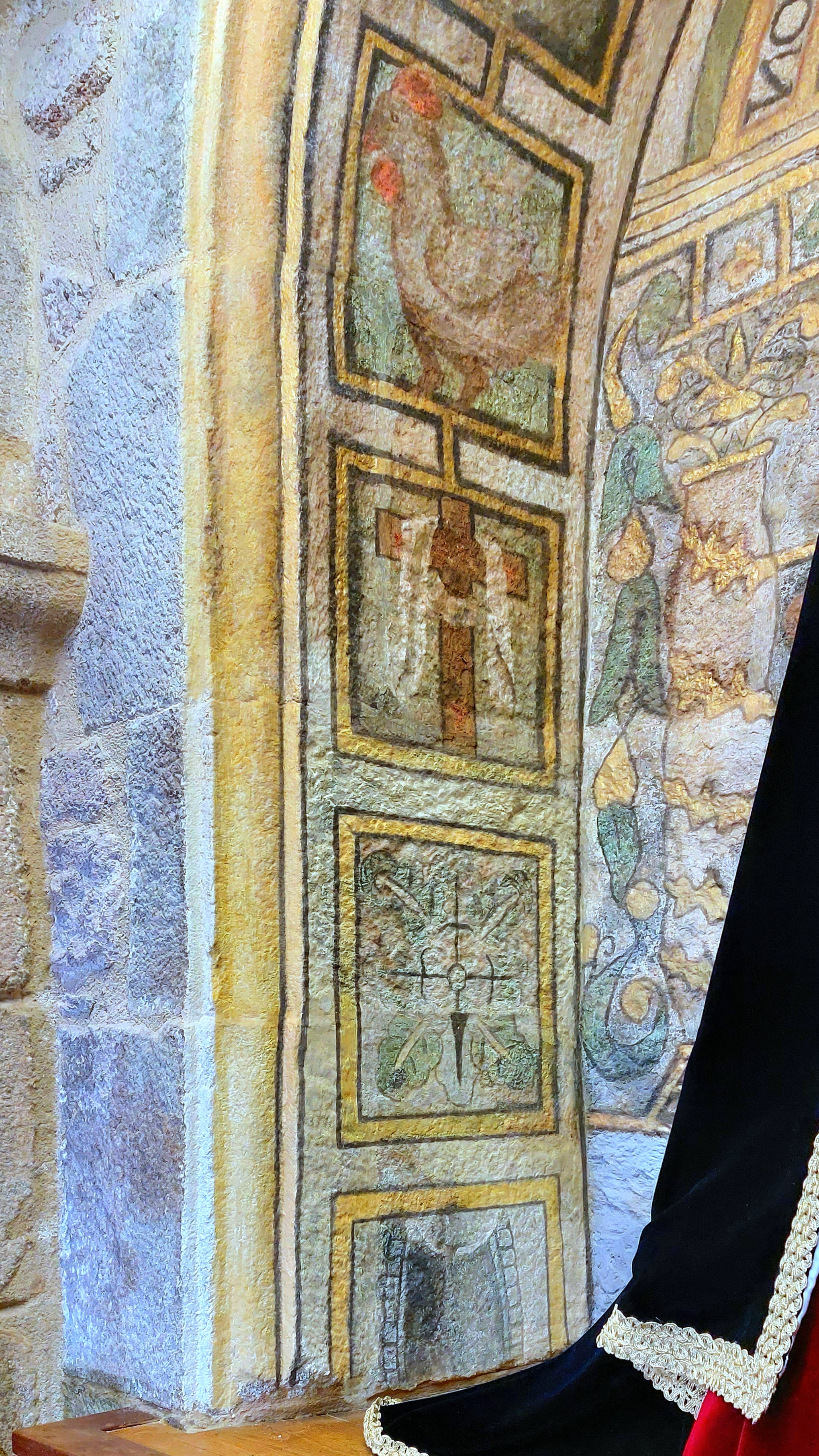
Lateral izquierdo.
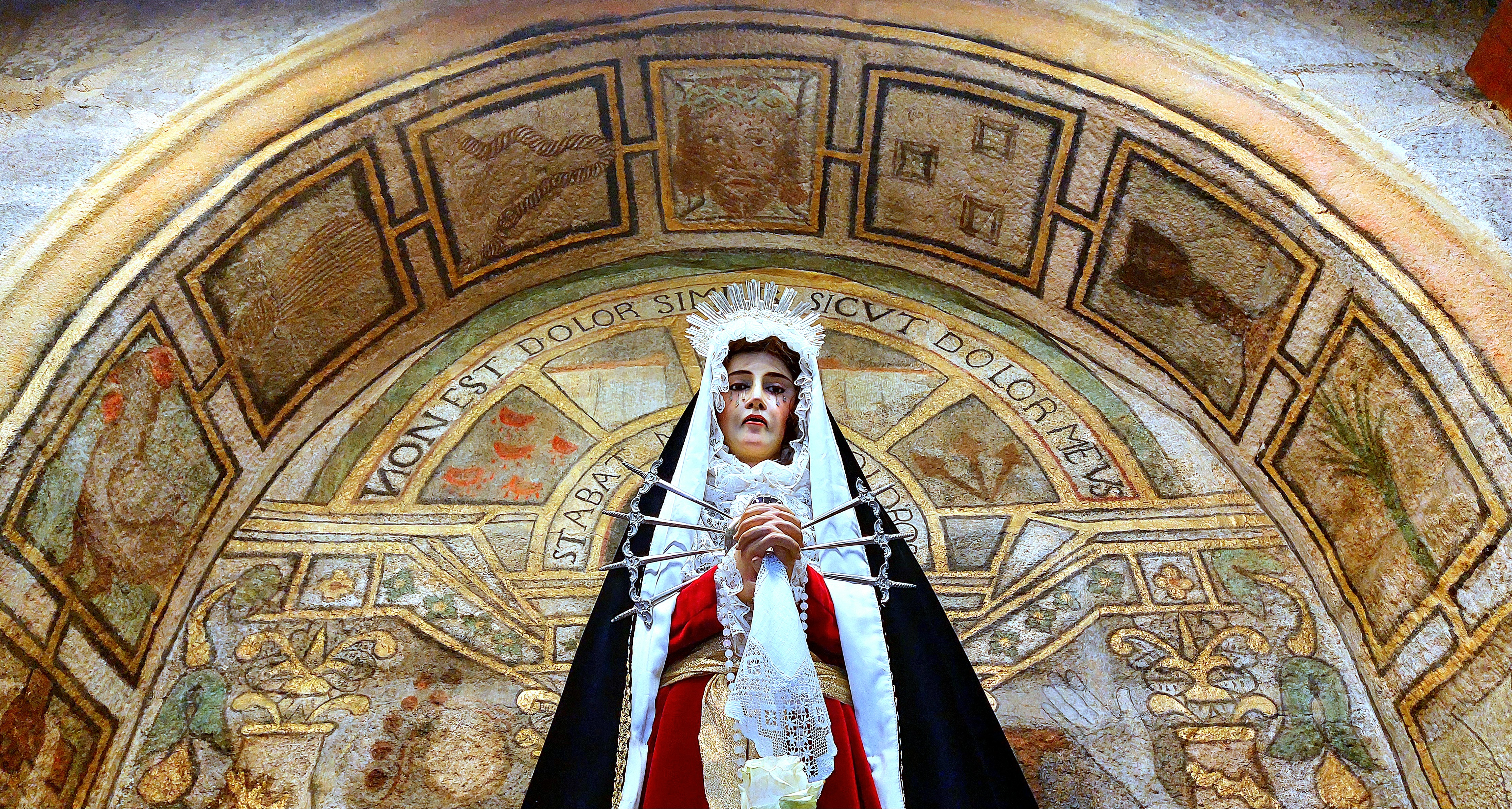
Intradós.
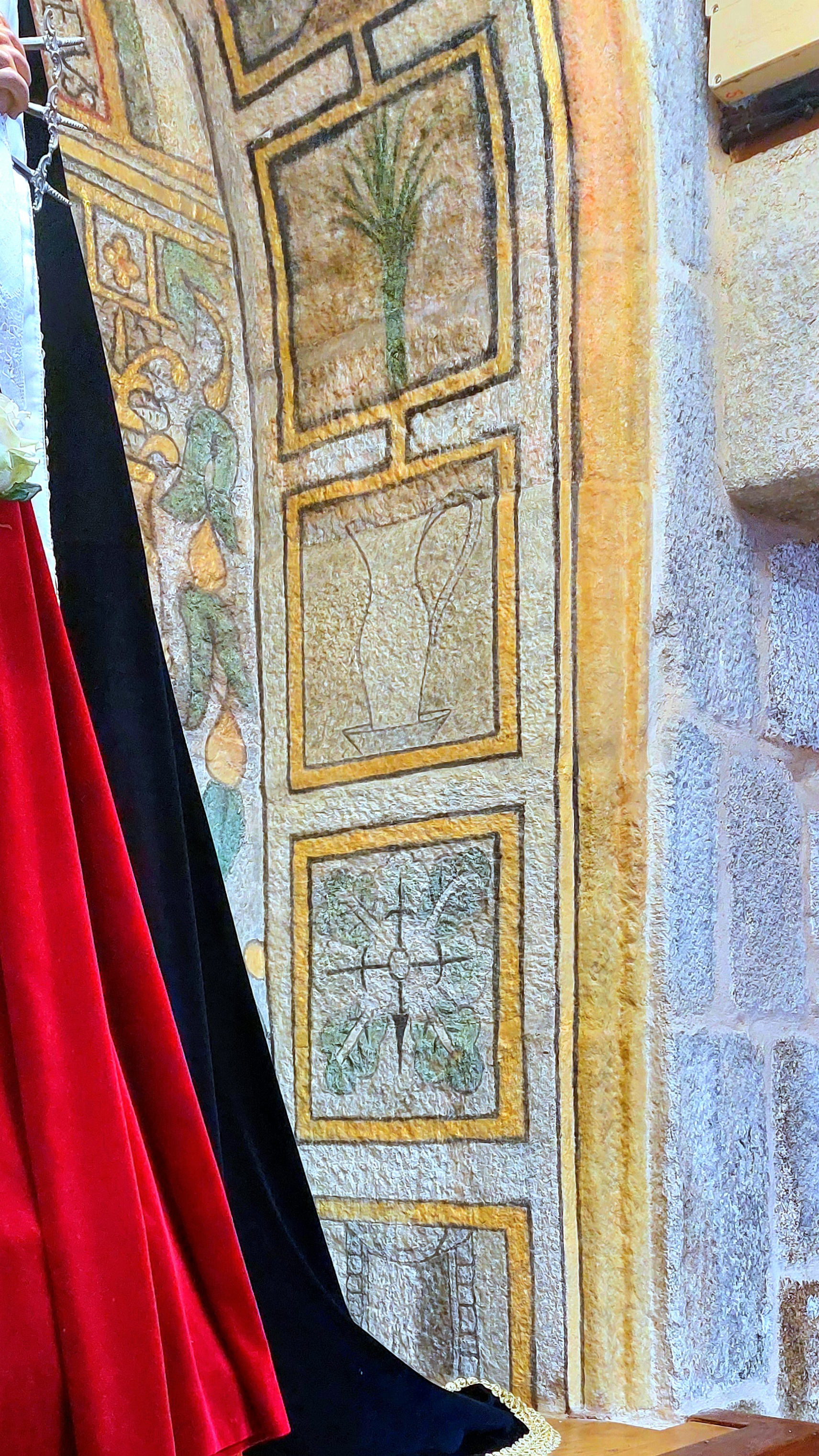
Lateral derecho.